# Dynamik eines Radfahrers
Dynamik eines Radfahrers (italienisch Dinamismo di un Ciclista) ist ein 1913 entstandenes Gemälde des italienischen futuristischen Künstlers Umberto Boccioni (1882–1916), das die Beschäftigung des Futurismus mit Geschwindigkeit und modernen Transportmitteln sowie das dynamische Empfinden der Bewegung repräsentiert.

## Hintergrund
Der Futurismus war vor allem in Italien eine Kunstrichtung des frühen 20. Jahrhunderts, die die Kunst von der Last der Klassik befreien wollte. Die Futuristen beschäftigten sich mit der Technologie und der Dynamik des modernen Lebens. Die Bewegung fand ihren Ausdruck vor allem in der Literatur und bildenden Kunst.

## Subjekt und Komposition
Obwohl das Fahrrad bereits im 19. Jahrhundert erfunden worden war, wurde es bis in die 1890er Jahre kaum verwendet. Noch im Jahr 1913 symbolisierte die hohe Geschwindigkeit, die mit dem Fahrrad erzielt werden konnte, für die Futuristen eine moderne Fortbewegungsart, die sie idealisierten.
Boccionis Skizzen für das Gemälde (zwei davon werden unten wiedergegeben) zeigen einen vornübergebeugten Radrennfahrer, der hoch auf dem Sattel sitzt, und dessen Bewegung durch die im Futurismus typischen Kraftlinien widergespiegelt wird. Kraftlinien, von den die Futuristen sagen, sie hätten sie erfunden, zeigen, wie ein Objekt sich unter der gegebenen Krafteinwirkung fortbewegen würde,:284 und verdeutlichen das Interesse der Futuristen an der Philosophie des Henri Bergson, der davon überzeugt war, dass materielle Objekte in einem Zustand kontinuierlichen Flusses seien. Das Gemälde ist daher ein Versuch, die Dynamik eines sich durch Raum und Zeit bewegenden Radrennfahrers darzustellen, anstelle eines Schnappschusses zu einem bestimmten Zeitpunkt.:280
Im endgültigen Werk werden die Linien der Skizzen in Kurven und geometrische Körper umgesetzt, die bereits den für Boccioni charakteristischen Divisionismus vorwegnehmen. Die Disharmonie der Farbwahl reflektiert die durch die Futuristen ungelöste Herausforderung, eine kohärente Farbentheorie zu entwickeln, die ihren Theorien in anderen Darstellungsformen entsprochen hätte.

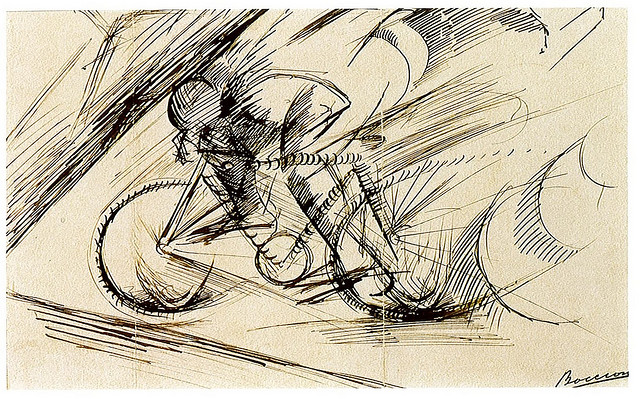
Skizze für Dynamik eines Radfahrers, 1913. Estorick Collection, London.
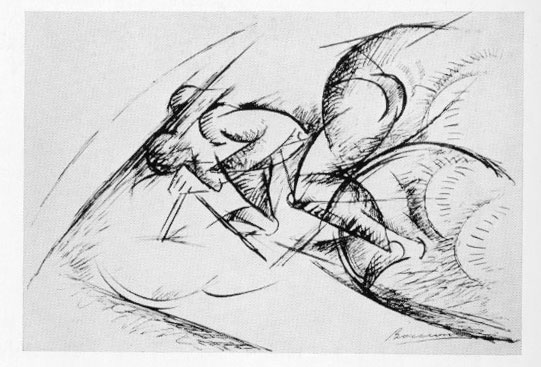
Skizze für Dynamik eines Radfahrers, 1913
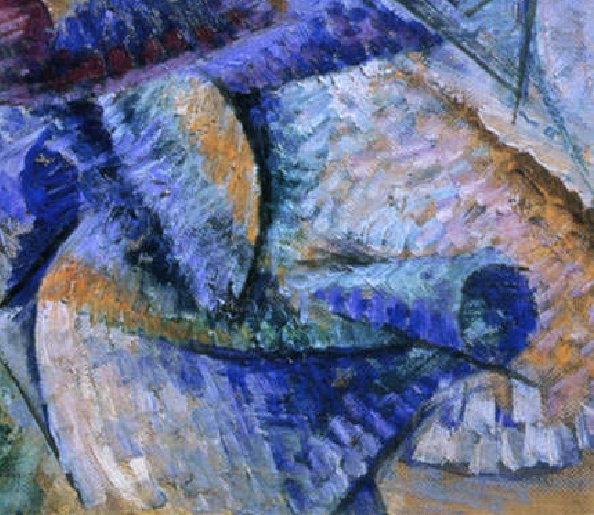
Detail von Dynamik eines Radfahrers, in der der Divisionismus deutlich wird

## Ähnliche Werke
Weitere Werke Boccionis zum Thema Dynamik sind Dynamik eines Fußballspielers, Dynamik eines Männerkopfes, Spiralförmige Ausdehnung von Muskeln in Bewegung, die beim Ersten Deutschen Herbstsalon im September 1913 in Berlin gezeigt wurde, Synthese der menschlichen Dynamik und Einzigartige Formen der Kontinuität im Raum, alle aus dem Jahr 1913.
Der russische Futurismus hat ähnliche Themen wie der italienische adressiert. Natalija Gontscharowa setzte für ihren Radfahrer von 1913 die gleichen Techniken, um Bewegung darzustellen, wie Boccioni und andere Futuristen, obwohl das Werk sehr viel direkter und weniger ambitioniert als Boccionis Gemälde ist.

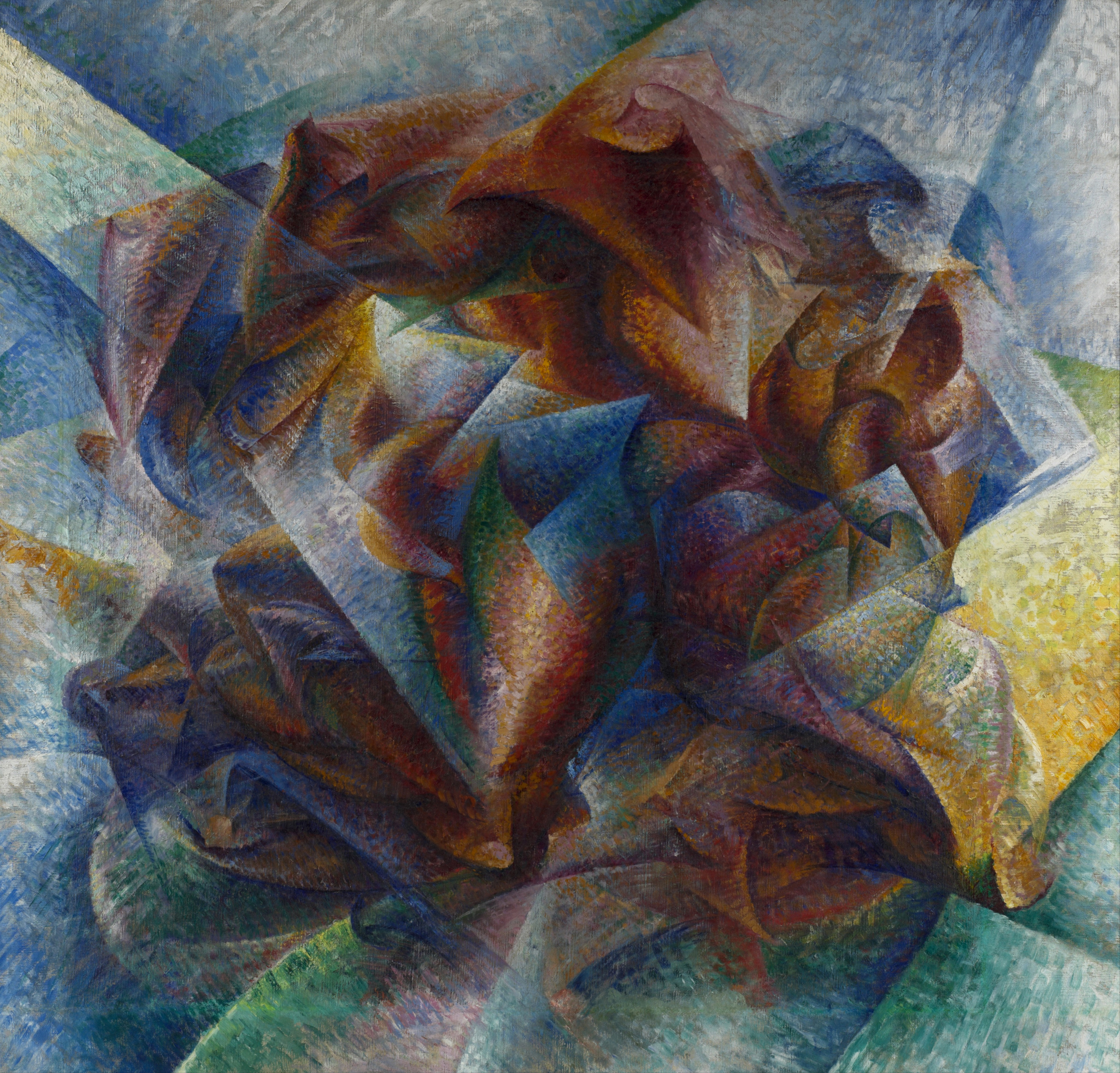
Umberto Boccioni, Dynamik eines Fußballspielers, 1913, Öl auf Leinwand, Museum of Modern Art, New York
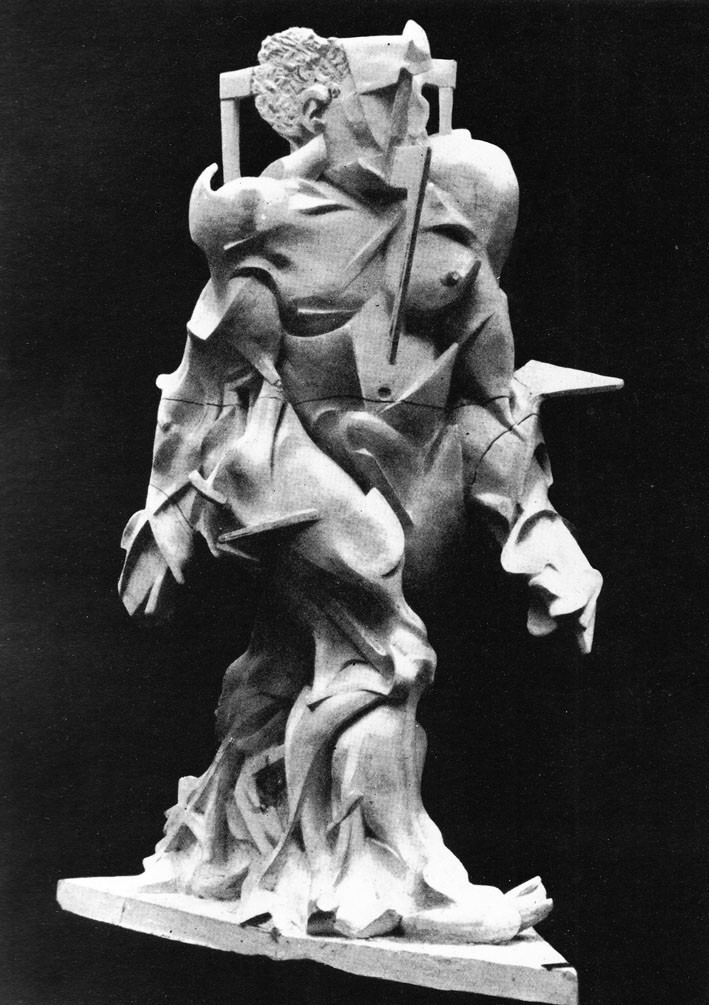
Umberto Boccioni, Synthese der menschlichen Dynamik, 1913. Zerstört
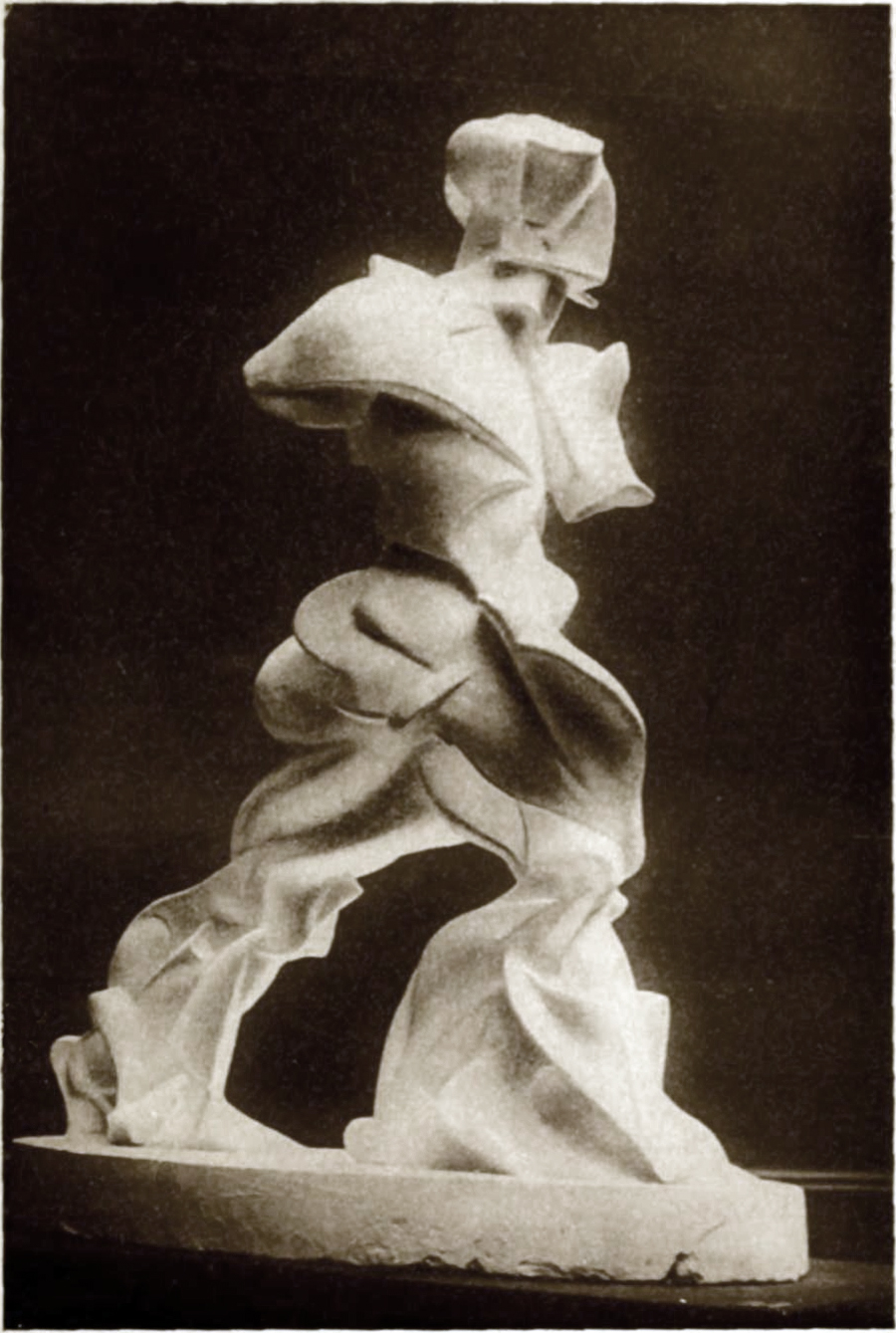
Umberto Boccioni, Spiralförmige Ausdehnung von Muskeln in Bewegung, 1913. Verschollen
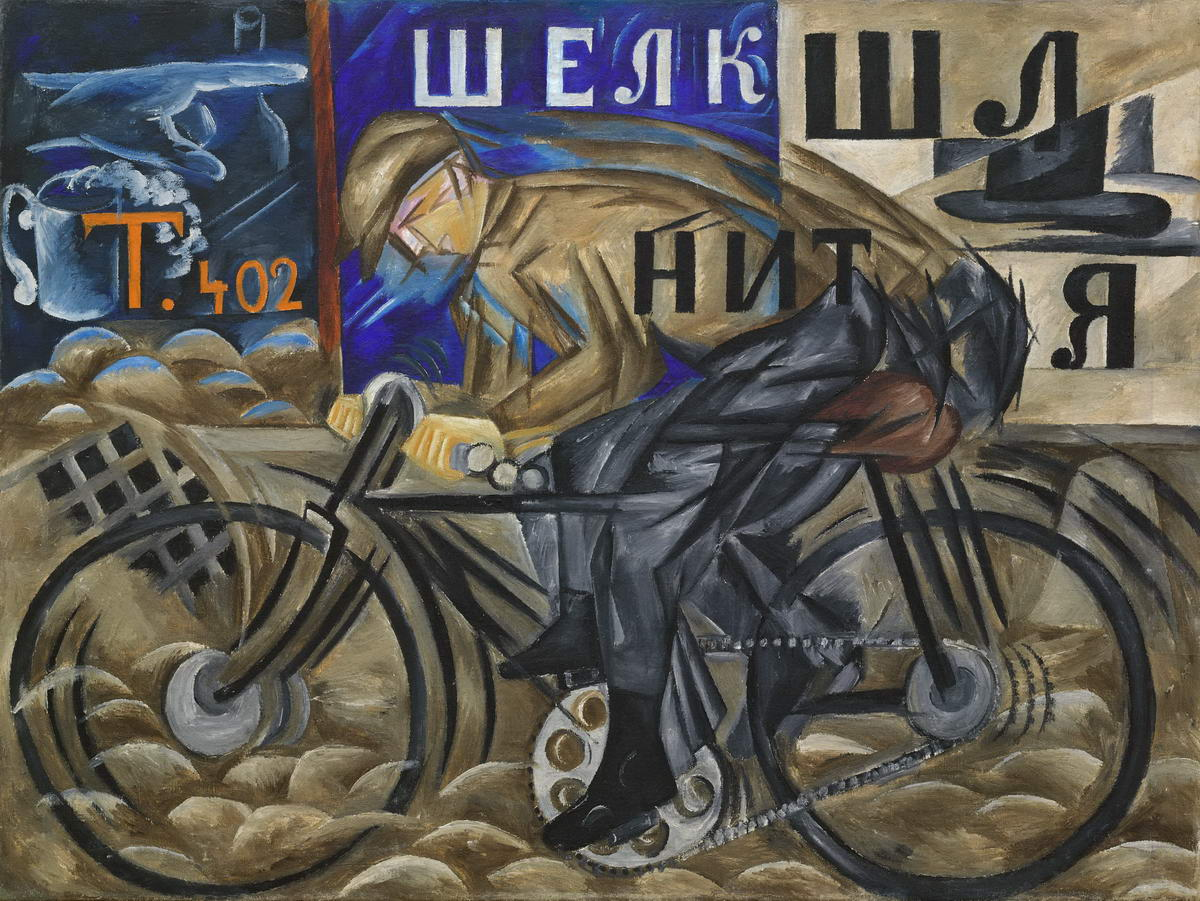
Natalija Gontscharowa, Radfahrer, 1913, Öl auf Leinwand, 78 x 105 cm, Russisches Museum, St. Petersburg